# كليجا
الكليجا أو الكليجة أو الكُلَيجة هي أقراص كعك مجوفة تصنع من الدقيق وتُحشى بالتمر أو العسل أو السكر أو دبس التمر أو بعض المكسرات وتنتشر في العراق والسعودية والدول المجاورة.

## أصلها
جاء في تكملة المعاجم العربية لرينهارت دوزي (ت 1883 م):
وفي قصيدة فارسية لتعليم العربية، فّسر «القرص» بـ «کلیچه»:
وقد ذكرها ابن بطوطة (ت 779 هـ) في رحلته، وذلك أثناء زيارته لأمير خوارزمي، وذكر أن مائدته فيها «الطعام من الدجاج المشوي والكراكي وأفراخ الحمام، وخبز معجون بالسمن يسمونه الكليجا، والكعك والحلوى». كما ذكرها القزويني (ت 682 هـ) بصيغة الجمع كليجات.
وقد ذهب آخرون إلى أن أصل التسمية تركي والبعض الآخر إلى أنها كلمة عربية محرفة من كلمة «كيالجة» التي تعني المكيال.

## صنعها
في العراق عادة ما تُصنع الكليجة من الدقيق المنخول والسمن والحليب والسكّر، ويتم استخدام التمر في الحشو إضافة إلى الهيل وربما ماء الورد والسمسم وبعض المكسّرات، خصوصاً الجوز.
أما في القصيم وحائل فقد جاء في وصفها أنها «أقراص يابسة تصنع من الدقيق والسكر وبعض التوابل مثل الزنجبيل والدارسين». تصنع من طحين البر والزيت والماء، والملح والسكر والزيتون الأسود، إضافة للقرفة والزنجبيل، دبس التمر والداراسين.

## التقاليد الخاصة بها

### العراق

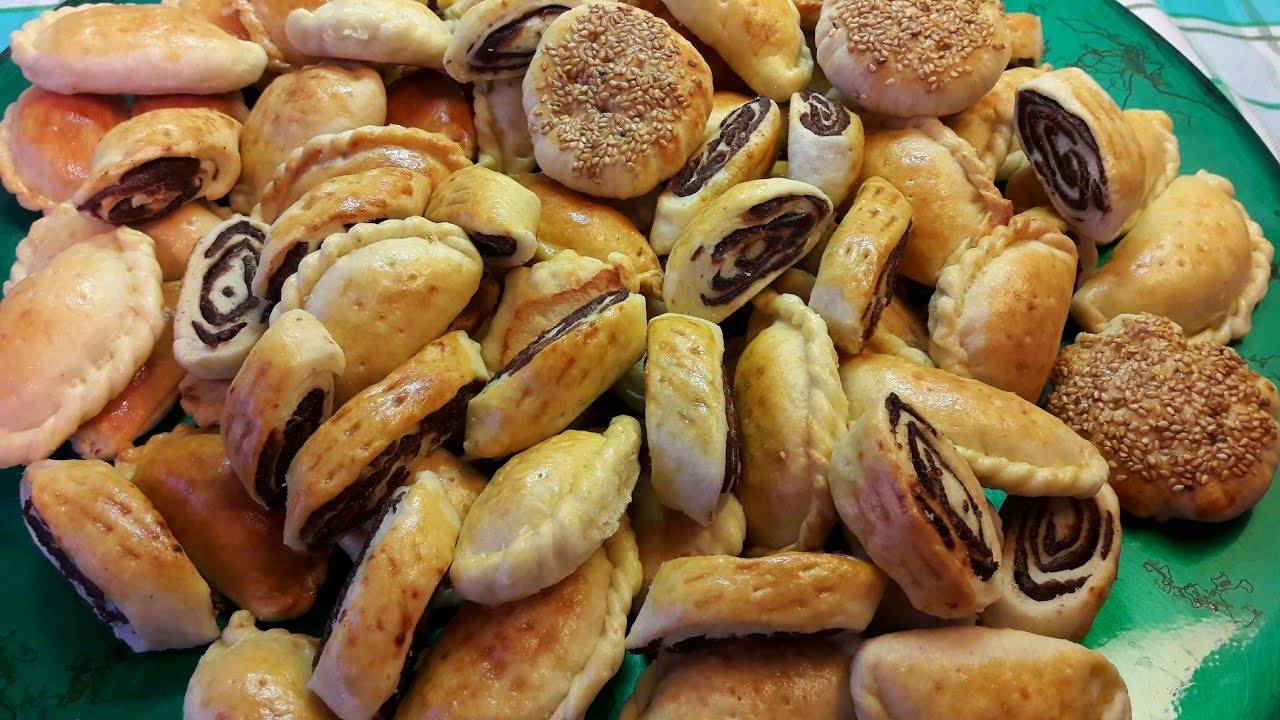
الكليجه العراقية، وهي تشبه المعمول في دول الخليج.

في آواخر شهر رمضان تقوم النساء عادة بتجهيز الكليجة استعدادا لقدوم العيد وتقدم للضيوف في تلك الأيام.

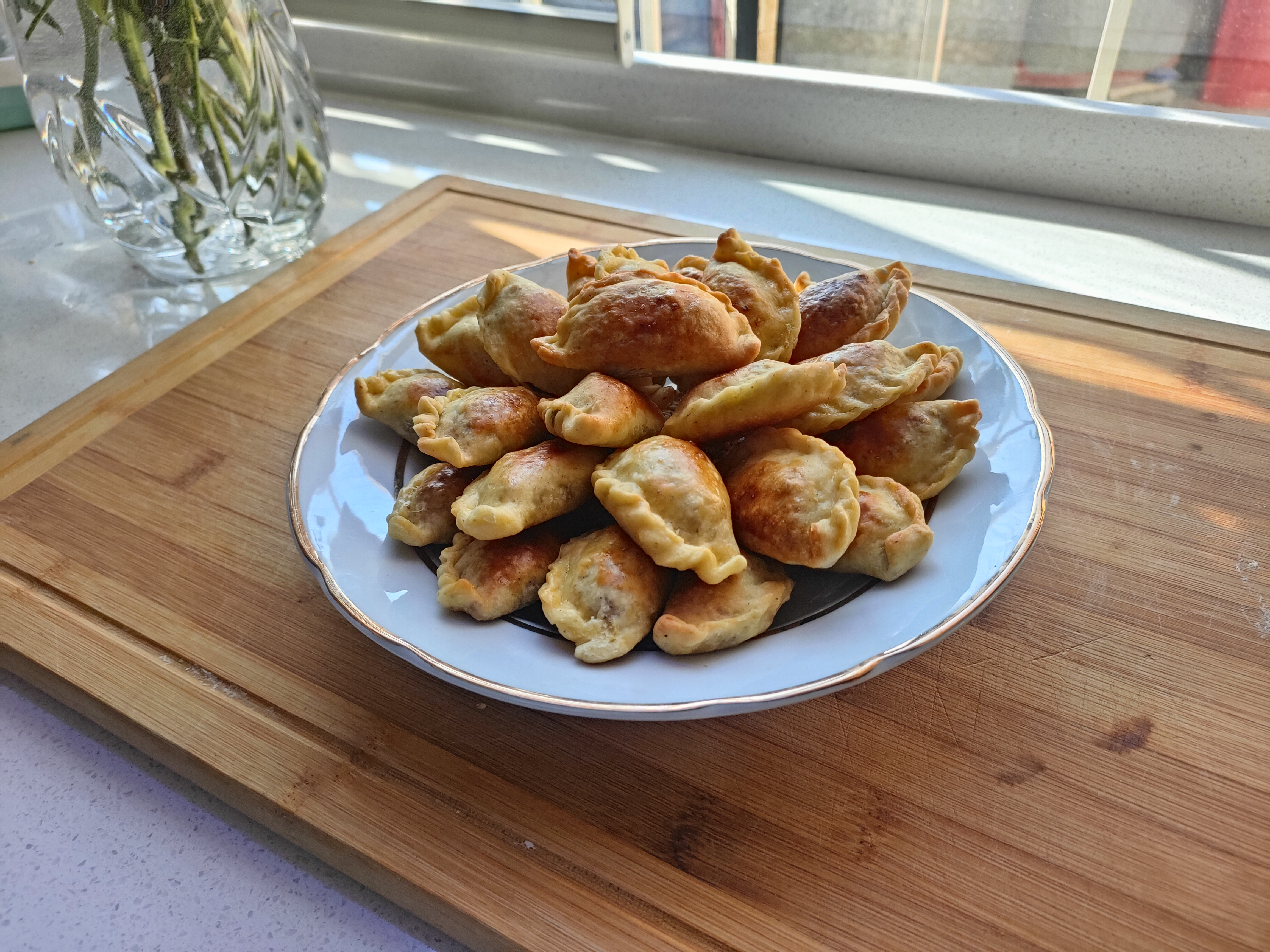
كليجة بالجوز
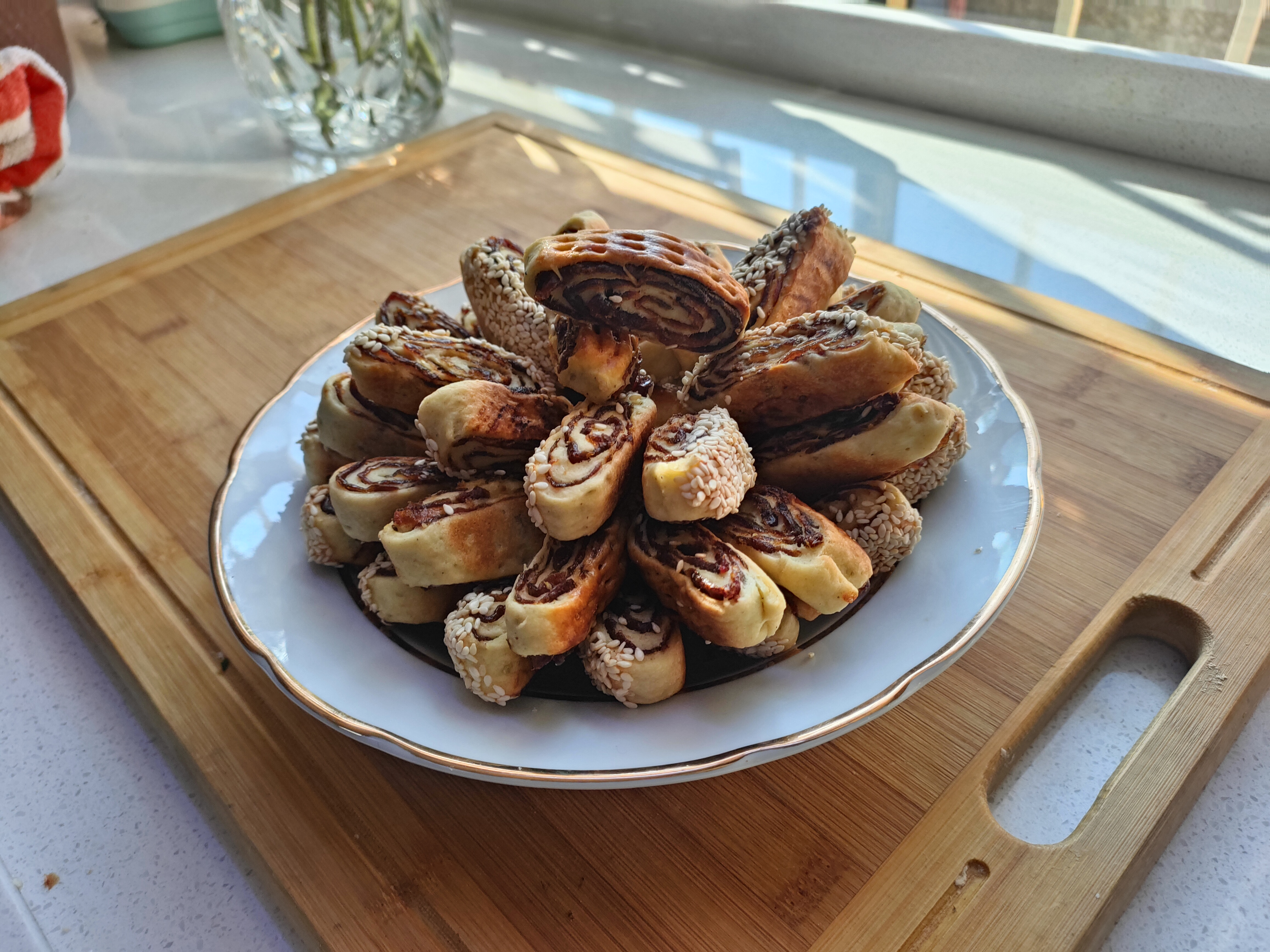
كليجة بالتمر
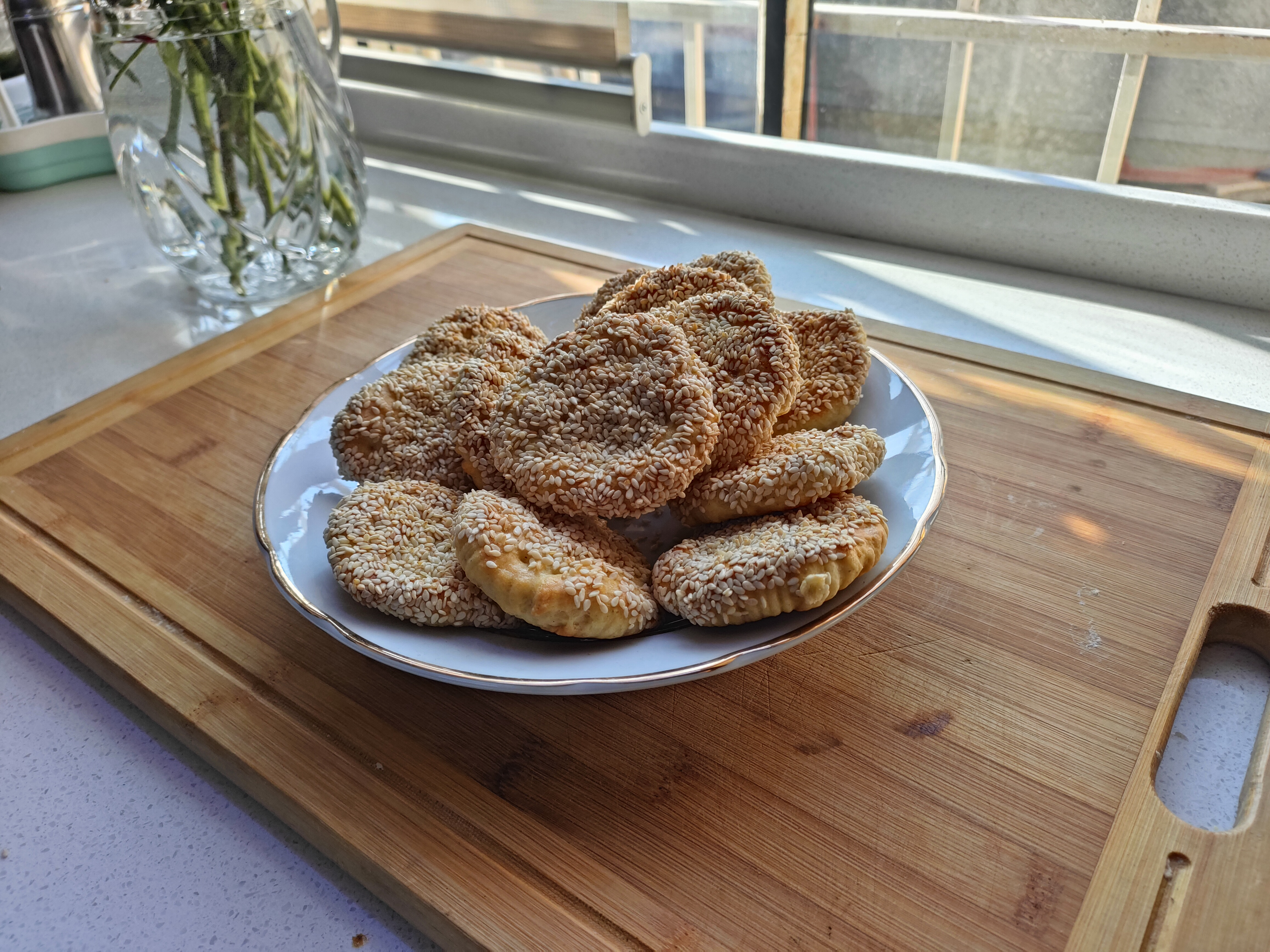
كليجة بالسمسم

### السعودية

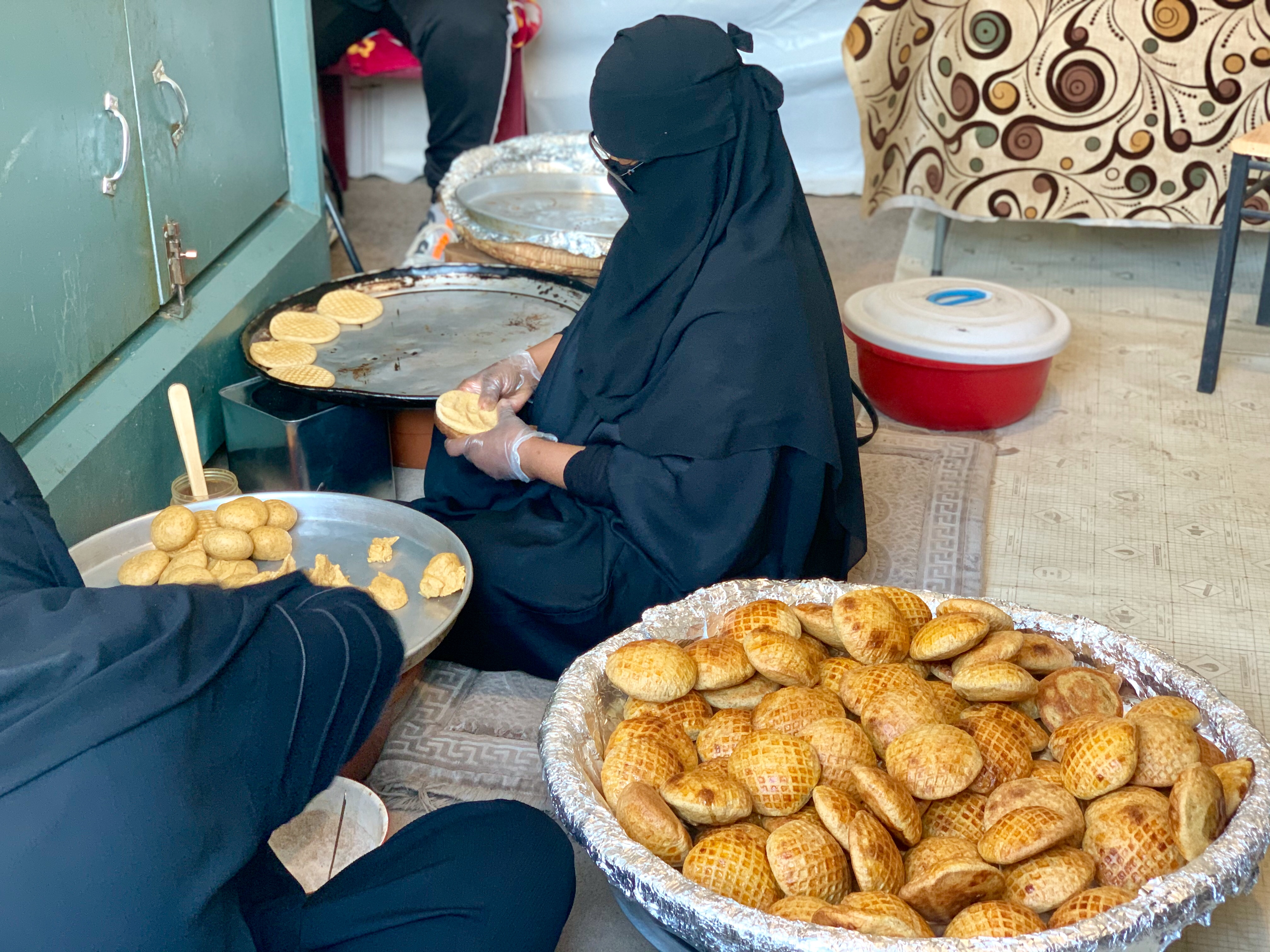
نساء في القصيم يصنعن الكليجا.

في القصيم ونواحيها فقيل أن العُرف تقديم الكليجا من قبل أهل العروس لأهل العريس صبيحة ليلة الزفاف.
ويقام مهرجان الكليجا تحديداً في مدينة بريدة سنوياً كحدث أقليمي يجذب محبي الكليجا وصانعي الكليجا من الأسر المنتجة والمصانع المحلية.